# 472 Roma
472 Roma је астероид главног астероидног појаса. Приближан пречник астероида је 47,27 km,
а средња удаљеност астероида од Сунца износи 2,543 астрономских јединица (АЈ).
Инклинација (нагиб) орбите у односу на раван еклиптике је 15,801 степени, а орбитални период износи 1481,752 дана (4,056 године). Ексцентрицитет орбите астероида износи 0,094.
Апсолутна магнитуда астероида износи 8,92 а геометријски албедо 0,213.
Астероид је откривен 11. јула 1901. године.